# Paul von Ravenstein

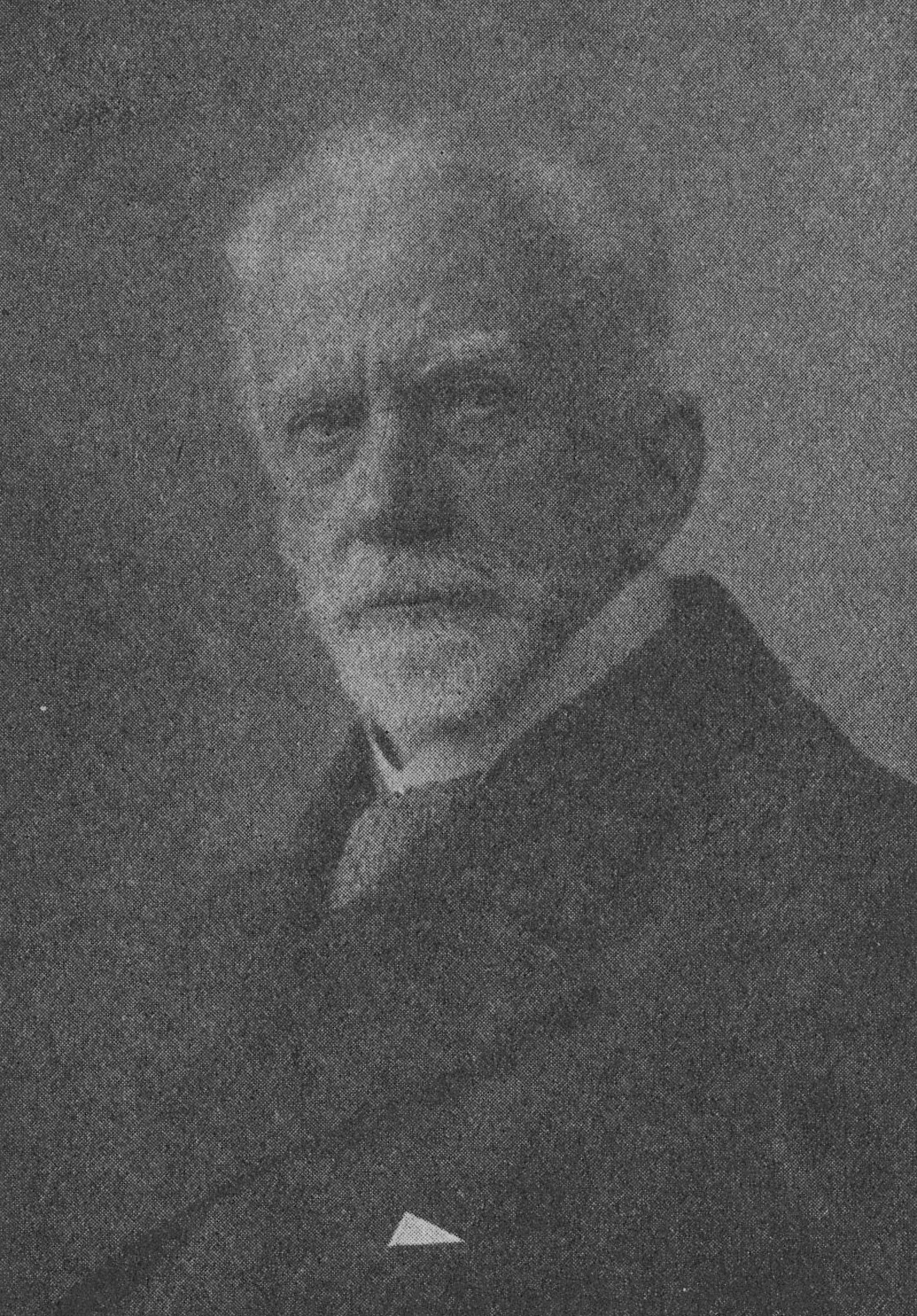
Paul von Ravenstein, um 1929

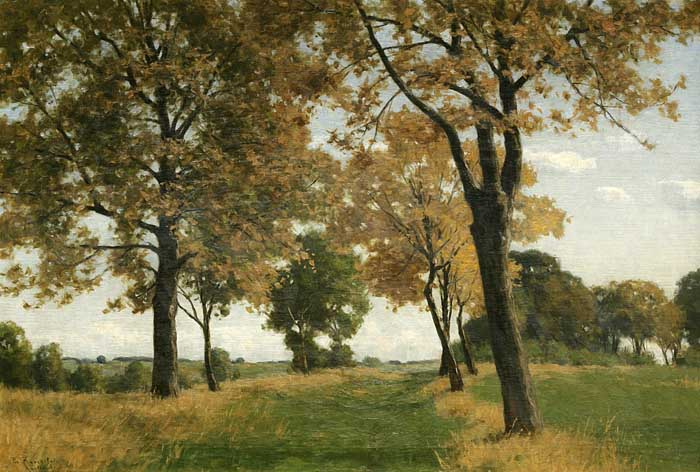
Herbstlandschaft

Paul von Ravenstein (* 21. Oktober 1854 in Breslau; † 8. März 1938 in Karlsruhe) war ein deutscher Landschaftsmaler. 

## Leben

### Familie
Der Vater des Landschaftsmalers Paul von Ravenstein war Arzt. Ravenstein genoss eine sorgfältige Erziehung und wusste schon als Schüler, dass er sich der Malerei widmen wollte. Er war begeistert vom Licht und Leben in Italien und erlernte unter anderem die italienische Sprache.
1886 heiratete er in Starnberg Helene von Schwind, die jüngste Tochter des Malers Moritz von Schwind.
Er lebte mit seiner Frau in Karlsruhe und hatte dort auch sein Atelier. Schon zu Lebzeiten brachte er es zu Ruhm und Ansehen, und der Großherzog verlieh ihm den Professorentitel. Zeitweise lebte er in Villingen, wo er ein Ferienhaus bewohnte.
Er starb im 84. Lebensjahr am 8. März 1938 in Karlsruhe.

## Ausbildung
Von 1865 bis zum Abitur im Jahre 1873 besuchte er das Maria-Magdalenen-Gymnasium seiner Heimatstadt. Mit 21 Jahren, 1875, begann er sein Studium an der Großherzoglich-Badischen Kunstschule in Karlsruhe, zunächst bei Hans Gude, dessen Naturalismus ihn zunächst prägte und anschließend bei dessen Nachfolger Gustav Schönleber, dessen Farbpalette ihn sehr beeindruckte.
Ende der 1870er Jahre machte er ausgedehnte Studienreisen nach Italien und Südfrankreich, teils mit seinem Lehrer Gustav Schönleber, teils mit anderen Malerkollegen. Er brachte zahlreiche Landschaftsskizzen und Genredarstellungen aus dem Volksleben mit. Aber nicht nur aus dem Süden brachte er schönfarbige Landschaftsbilder mit, er bereiste auch seine schlesische Heimat, das Riesengebirge, Südtirol, Bayern und Franken, die Bodenseegegend, den Schwarzwald und die schwäbische Alb.

## Werk
Er studierte sehr genau die Veränderungen der Farben durch das Licht und stellte sie in feinen Nuancierungen dar. Während bei seinen frühen Bildern noch die Einflüsse seines Lehrers Schönleber erkennbar sind, fand er später zu einem eigenen Stil. Er liebte die Natur und beobachtete sie sehr genau, besonders Bäume interessierten ihn. Hervorzuheben sind seine Darstellungen vom Inneren von Wäldern, in denen Stille und Einsamkeit vorherrschen. 
Auch die Porträtmalerei beherrschte er, er war ein hervorragender Zeichner, Radierer und Lithograf sowie Mitglied im Verein für Originalradierung in Karlsruhe und im Karlsruher Künstlerbund.
Seine Gemälde waren nicht nur in Karlsruher Ausstellungen zu sehen, sondern auch in München, Dresden, Baden-Baden, Berlin, Zürich und Wien. Auf der Weltausstellung 1880 in Melbourne errang er den zweiten Preis.
Die Staatliche Kunsthalle Karlsruhe besitzt einige wichtige Werke, unter anderem
- Bildnis des Vaters des Künstlers
- Beim Holzfällen im Durlacher Wald
- Landschaft bei Nervi

Auch in anderen deutschen Museen ist er vertreten, z. B. in der Pinakothek in München, im Augustinermuseum in Freiburg, in der Städt. Galerie in Albstadt; viele Gemälde befinden sich auch in Privatbesitz.